# Triomphant (Schiff, 1694)
Die Triomphant war ein 94-Kanonen-Linienschiff (Dreidecker) 1. Ranges der französischen Marine, das von 1694 bis 1717 in Dienst stand.

## Geschichte
In der Seeschlacht von La Hougue Anfang Juni 1692 verlor die französische Marine zwölf Linienschiffe des 1., 2. und 3. Ranges, darunter das 1675 vom Stapel gelaufene 74-Kanonen-Schiff Triomphant. Um diese katastrophalen Verluste auszugleichen, wurden in den folgenden Monaten entsprechend neue Schiffe bestellt. Die spätere Triomphant wurde im Februar 1693, unter der Bauaufsicht des Schiffbauingenieurs Laurent Coloumb, auf einer Werft in Port Louis bei Lorient auf Kiel gelegt und stellte eine modifikation seines Entwurfs für das im Dezember 1692 vom Stapel gelaufene Schiff Admirable da. Der Stapellauf fand am 1. Oktober 1693 und die Indienststellung im Folgejahr statt.
Nach ihrer Indienststellung wurde das Schiff der französischen Mittelmeerflotte in Toulon zugeteilt. Während des Spanischen Erbfolgekrieges (1701–1714) nahm die Triomphant am 13. August 1704 an der Seeschlacht bei Vélez-Málaga teil. Im Juli 1707 wurde das Schiff, während der Belagerung von Toulon, durch eigene Kräfte im flachen Wasser des Hafens selbst versenkt um eine Zerstörung durch die alliierten Kräfte zu vermeiden. Noch im Oktober des gleichen Jahres erfolgte die Hebung und Instandsetzung. Im Juni 1717 wurde es außer Dienst gestellt und als Hulk eingesetzt, bis es 1721 sank. Anschließend wurde das Wrack bis zum 28. Februar 1726 abgewrackt.

## Technische Beschreibung
Die Triomphant war als Batterieschiff mit drei durchgehenden Geschützdecks konzipiert und hatte eine Länge von 52,29 Metern (Geschützdeck) bzw. 43,53 Meter (Kiel), eine Breite von 14,66 Metern und einen Tiefgang von 7,04 Metern bei einer Vermessung von 1900 tons (bm). Sie war ein Rahsegler mit drei Masten (Fockmast, Großmast und Kreuzmast). Auf der Spitze des Bugspriets war zudem noch eine Mars und ein weiterer kleiner Mast, der Sprietmast angebracht, an dem ebenfalls noch ein kleines Rahsegel gesetzt werden konnte. Der Rumpf schloss im Heckbereich mit einem zeitspezifischen Heckspiegel, in den Galerien integriert waren, die in die seitlich angebrachten Seitengalerien mündeten. Die Beplankung des Schiffes war kraweel ausgeführt, das heißt, die Enden der Planken stießen stumpf aufeinander, so dass eine glatte Außenfläche entstand.
Die Bewaffnung bestand bei Indienststellung aus 94 Kanonen.
|        | Unteres Batteriedeck | Mittleres Batteriedeck | Oberes Batteriedeck | Achterdeck    | Kanonen (Geschossgewicht) |
| ------ | -------------------- | ---------------------- | ------------------- | ------------- | ------------------------- |
| Design | 28 × 36-Pfünder      | 30 × 18-Pfünder        | 28 × 8-Pfünder      | 8 × 6-Pfünder | 94 Kanonen (472,857 kg)   |
| 1699   | 28 × 36-Pfünder      | 30 × 18-Pfünder        | 26 × 12-Pfünder     | 6 × 4-Pfünder | 90 Kanonen (464,046 kg)   |
| 1704   | 28 × 36-Pfünder      | 30 × 18-Pfünder        | 26 × 12-Pfünder     | 4 × 4-Pfünder | 88 Kanonen (458,172 kg)   |

## Besatzung
Die Besatzung hatte im Frieden eine Stärke von 591 und im Krieg von 761 Mann (11 Offiziere und 580 bzw. 750 Unteroffiziere bzw. Mannschaften).

## Bemerkungen
1. ↑  Bei der Berechnung des Gewichtes einer Breitseite kann es zu Unterschieden kommen, da in der damaligen Zeit ein Pfund, je nach Land, unterschiedliche Gewichtswerte hatte. Das französische Livre hatte z. B. ein Gewicht von 489,506 Gramm während das englische Pound ein Gewicht von 453,592 Gramm hatte.